# Verpelét
Verpelét är en ort i Ungern.   Den ligger i provinsen Heves, i den centrala delen av landet, 100 km öster om huvudstaden Budapest. Verpelét ligger 150 meter över havet och antalet invånare är 4 016.
Terrängen runt Verpelét är platt åt sydost, men åt nordväst är den kuperad. Runt Verpelét är det ganska tätbefolkat, med 100 invånare per kvadratkilometer. Närmaste större samhälle är Eger, 12,0 km nordost om Verpelét. Trakten runt Verpelét består till största delen av jordbruksmark.